# Reggenza della baia di Bintuni
La reggenza di Teluk Bintuni (in indonesiano: Kabupaten Teluk Bintuni) è una reggenza dell'Indonesia, situata nella provincia di Papua Occidentale.